# Okręg zlatiborski
Okręg zlatiborski (serb. Zlatiborski okrug / Златиборски округ) – okręg w zachodniej Serbii, w regionie Serbia Centralna.

## Podział administracyjny
Okręg dzieli się na następujące jednostki:
- miasto Užice
- gmina Arilje
- gmina Bajina Bašta
- gmina Čajetina
- gmina Kosjerić
- gmina Nova Varoš
- gmina Požega
- gmina Priboj
- gmina Prijepolje
- gmina Sjenica

## Demografia
- Serbowie – 83,89%
- Boszniacy – 12,86%
- Muzułmanie 2,07%
- inni 1,18%